# 後藤英貴
後藤 英貴（ごとう ひでき）は、日本の男性漫画家。岐阜県各務原市出身。愛称ごっちん。

## 略歴
1996年、「全力ダダダ」で第38回小学館新人コミック大賞児童部門佳作を受賞する。翌1997年、「まんがで発見たまごっち 爆笑4コマ劇場」（月刊コロコロコミック）でデビュー。
主にコロコロコミック系列誌上にて4コマ漫画を連載している。

## 人物
- 趣味はラジコン（主にオフロード）、写真撮影、動画作成。

## 作品

### 漫画
- まんがで発見たまごっち 爆笑4コマ劇場 - 1997年8月号 - 1999年4月号・月刊コロコロコミック、別冊コロコロコミック
- クラッシュ・バンディクー かっとび!スピンワールド - 1999年3月号 - 2001年2月号・月刊コロコロコミック
- サルゲッチュ ウキウキ大作戦! - 1999年6月号 - 2011年10月号・月刊コロコロコミック、別冊コロコロコミック
- サルゲッチュ うきうきCHANNEL - 2002年12月号 - 2003年4月号・月刊コロコロコミック
- ポケモン ボケボケワクワク4コマ劇場 - 2012年8月号 - 10月号・別冊コロコロコミック
- 大集合！オレたちオレカ！！ - 2012年12月号 - 2015年4月号・別冊コロコロコミック
- ぼくのケロゴン - 2015年6月号 - 2017年2月号・別冊コロコロコミック
- 3本つっこみ道場 - 2015年8月号 - 2016年8月号・コロコロイチバン!
- スプラトゥーン イカすキッズ4コマフェス - 2017年4月号 - ・別冊コロコロコミック、コロコロイチバン!

### イラスト
- モンスター烈伝 オレカバトル - 新序章ポスター[2]・「さすらいのパズ」カードイラスト[3]